# Kualakaʻi (métro d'Honolulu)
Kualakaʻi est une station de métro à East Kapolei, dans le comté d'Honolulu, à Hawaï, aux États-Unis. Terminus occidental de la seule ligne du métro d'Honolulu, elle a ouvert le 30 juin 2023.